# 波济耶尔
波济耶尔（法語：Pozières，法語發音：[pozjɛʁ]）是法国上法蘭西大區索姆省的一个市镇，属于佩罗讷区。

## 地理
波济耶尔（50°2'24"N, 2°43'30"E）面积3.24 平方千米，位于法国上法蘭西大區索姆省，该省份为法国北部沿海省份，北起加来海峡省和北部省，西接滨海塞纳省和大西洋英吉利海峡，南至瓦兹省，东临埃纳省。
与波济耶尔接壤的市镇（或旧市镇、城区）包括：库尔瑟莱特、孔塔尔迈松、格朗库尔、奥维莱尔-拉布瓦塞勒。

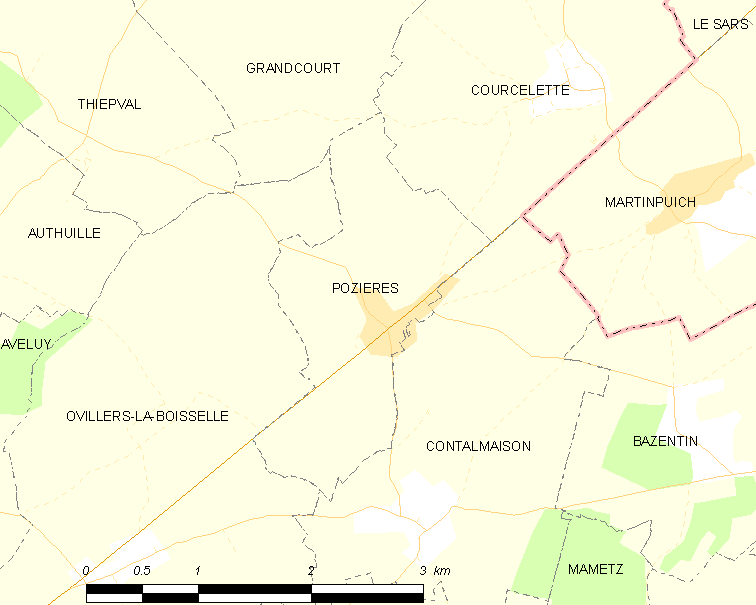
波济耶尔的OSM定位图

波济耶尔的时区为UTC+01:00、UTC+02:00（夏令时）。

## 行政
波济耶尔的邮政编码为80300，INSEE市镇编码为80640。

## 政治
波济耶尔所属的省级选区为阿尔贝县。

## 人口

1962-2008年间波济耶尔人口变化图示

波济耶尔于2022年1月1日时的人口数量为262人。